# Молокановский сельсовет
Молока́новский сельсове́т — упразднённая в 2008 году административно-территориальная единица и сельское поселение (тип муниципального образования) в составе Куюргазинского района. Почтовый индекс — 453357. Код ОКАТО — 80239830000. Код ИФНС:	262
Объединён с сельским поселением Ермолаевский.

## Состав сельсовета
Село Молоканово — административный центр. Деревни Кунакбаево, Сандин 2-й, хутора Дедовский, Сандин.
В 1985 году в Куюргазинский сельсовет переведен Сандин 2-й (Указ Президиума ВС Башкирской АССР от 19.12.1985 N 6-2/380 «Об образовании Куюргазинского сельсовета в составе Кумертауского района».)

## История
Закон Республики Башкортостан от 19.11.2008 N 49-з «Об изменениях в административно-территориальном устройстве Республики Башкортостан в связи с объединением отдельных сельсоветов и передачей населённых пунктов», ст.1 п. 79) гласил:

 "Внести следующие изменения в административно-территориальное устройство Республики Башкортостан:
32) по Куюргазинскому району:

а) объединить Ермолаевский и Молокановский сельсоветы с сохранением наименования «Ермолаевский» с административным центром в селе Ермолаево.

Включить село Молоканово, деревни Кунакбаево, Сандин 2-й, хутора Дедовский, Сандин Молокановского сельсовета в состав Ермолаевского сельсовета.

Утвердить границы Ермолаевского сельсовета согласно представленной схематической карте.

## Географическое положение
На 2008 год граничил с городом Кумертау, муниципальными образованиями: Абдуловский сельсовет, Мурапталовский сельсовет, Шабагишский сельсовет, Отрадинский сельсовет, Ермолаевский сельсовет, Якшимбетовский сельсовет.

## География
Границами сельсоветы проходили: по рекам Большая Куюргаза, Сандин, Табалда , Кунакбайка, руч. Иманбуляк. .

## Известные жители, уроженцы
- Секретарем Молокановского сельского совета начал трудовую биографию  с 1942 г. Телков, Александр Прокофьевич (1926—2010) — доктор технических наук, профессор кафедры ТюмГНГУ.